# Onze-Lieve-Vrouw-van-Bijstand-der-Christenenkerk (Sint-Niklaas)
De Onze-Lieve-Vrouw-van-Bijstand-der-Christenenkerk, ook wel kortweg de Onze-Lieve-Vrouwekerk genoemd, is een kerk in de Belgische stad Sint-Niklaas. De kerk is gewijd aan Onze-Lieve-Vrouw met de titel Hulp der Christenen.

## Geschiedenis
De kerk werd gebouwd op de noordwestelijke kant van de Grote Markt. Hiermee werd er een derde inbreuk gepleegd op de schenkingsakte van Margaretha II van Vlaanderen. De stadsgroei zorgde ervoor dat de oude hoofdkerk te klein werd, waarna de bisschop akkoord ging met de vraeg van Pastoor-Deken Braem tot oprichting van een nieuwe parochie, gewijd aan OLV. De kerk werd gebouwd met akkoord van het stadsbestuur en in gebruik genomen rond het midden van de 19e eeuw: de eerste steenlegging vond plaats in 1841 en de plechtige inwijding door Mgr. Delebecque vond plaats op 25 november 1844.

### Ontwerp
De driebeukige kruiskerk werd ontworpen door de Gentse stadsarchitect Lodewijk Roelandt, in samenwerking met Louis Van Overstraeten. Roelandt was een groot voorstander van het eclecticisme, wat het mengen van stijlelementen uit vroegere tijden tot een nieuw geheel betekent. Voor deze parochiekerk bedacht hij een gebouw in neoromaans-byzantijnse stijl met gotische elementen. Op het kerkplein merkt men een eerder sober-grijs buitenaanzicht, in Brabantse kalksteen uit Gobertange. Dit contrasteert sterk met het volledig gepolychromeerd interieur, dat tussen 1994 en 1998 werd gerestaureerd en een harmonisch geheel vormt. De bouw van de toren werd op het einde van de 19e eeuw afgewerkt volgens het ontwerp van Jules Goethals.

### Toren en Mariabeeld
De grote toren was het pronkstuk van de nieuwe parochie: deze was pas helemaal afgewerkt toen in 1896 het zes meter hoge vergulde Mariabeeld, door Jan Frans Van Havermaet ontworpen, op de ongeveer 50 meter hoge toren werd geplaatst. De toenmalige pastoor was volgens de overlevering onder de indruk van het Mariabeeld op de toren van de Notre-Dame de la Garde in Marseille. 
Het beeld, in de volksmond ook Maria Vergult of Miet Verguld genoemd, is al twee keer van de kerk gehaald voor een restauratie, een eerste keer in 1947 en een tweede keer twintig jaar later, in 1967. 
Toen het beeld in 1947 terug op de toren werd gehesen, zakten 55.000 personen af om getuige te zijn van het spektakel. De gebeurtenis werd om 15 uur bijgewoond door bisschop Georges Joseph Haezaert, CSSp, Hendrik Heyman, minister van Landbouw Orban, arrondissementscommissaris Meert, kanunnik superior Daem en talloze eregenodigden. Om 16.45 uur stond het vergulde en gekroonde beeld, dat een gewicht heeft van 1500 kilogram gedreven koper (door Lambrecht Van Ryswyck), terug op de toren, in een nieuwe laag goud, bestaand uit 25.000 blaadjes bladgoud van 8,5 × 8,5 cm (95 ten honderd). Voor de plaatsing van het beeld werden balken gebruikt van 15.000 kilo.
De Onze-Lieve-Vrouwekerk werd een beschermd monument in 1973.

### Recente geschiedenis
In 2020 werd bij een inspectie van de toren vastgesteld dat de natuursteen op sommige plaatsen gebarsten was. Om het risico op vallende stenen te beperken, werd er in 2021 een stelling rond de toren geplaatst. Vanaf 2024 zou de toren volledig gerestaureerd worden. Het Mariabeeld en de koepels worden tegelijkertijd opnieuw verguld.

## Interieur
Verschillende neo-byzantijnse  muurschilderingen zijn van de hand van Godfried Guffens. Ze verbeelden de cyclus van de Smarten van Maria, de Profeten, en de verheerlijking van Christus. Het orgel van de kerk is gebouwd door de Brusselse orgelbouwer Pierre Schyven. Het instrument is thans gerestaureerd.

## Fotogalerij

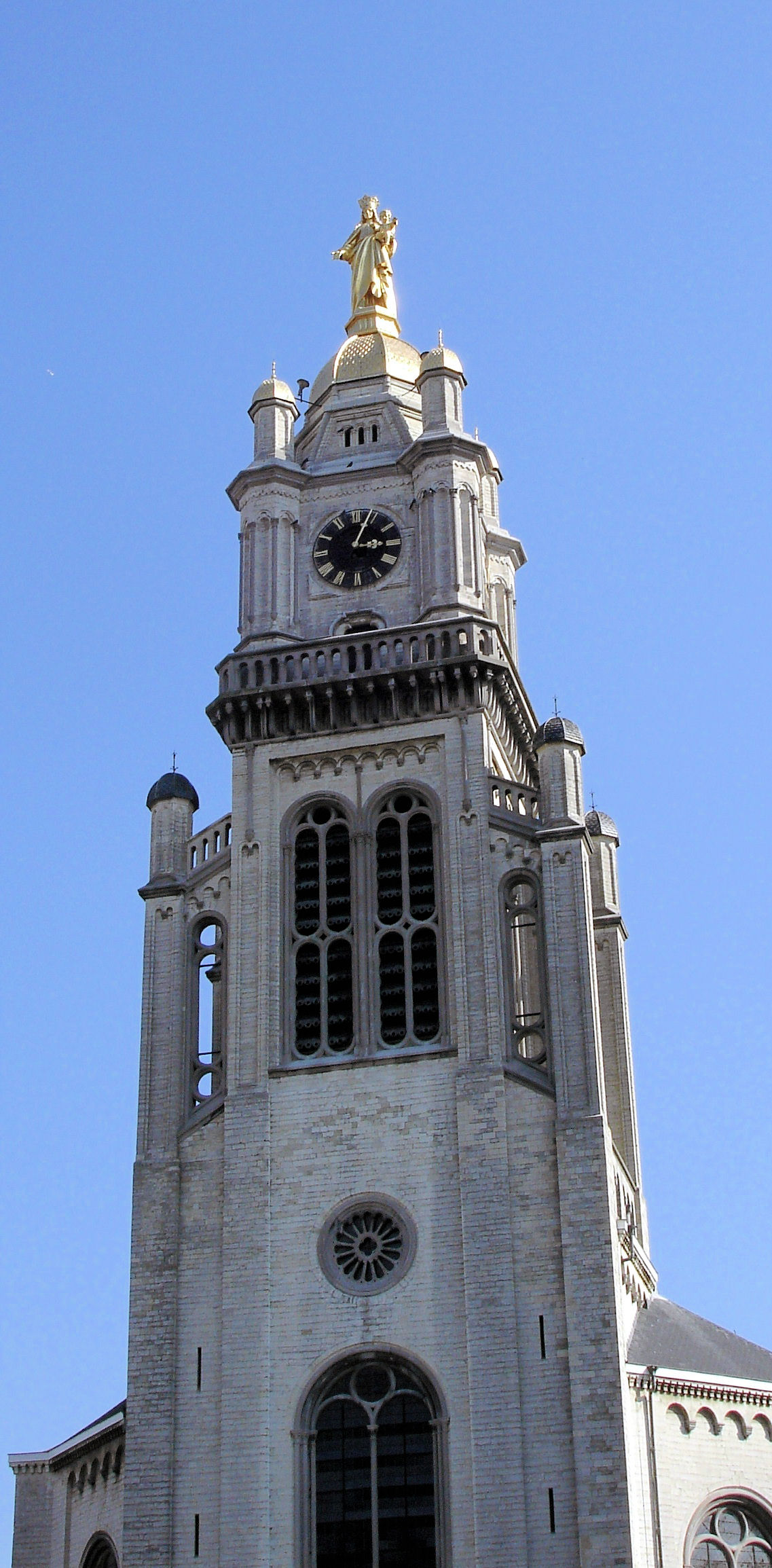
De toren met het vergulde Mariabeeld
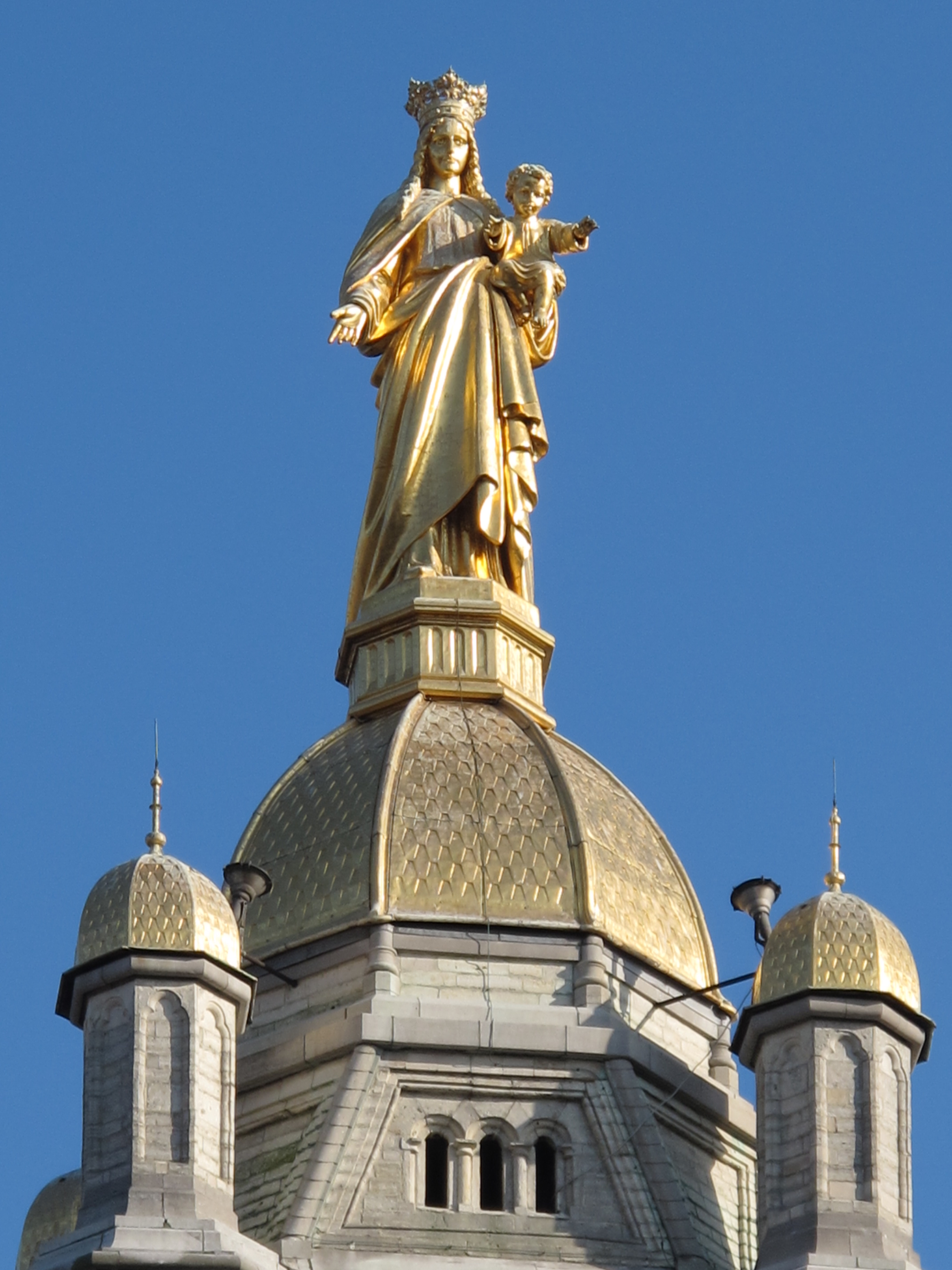
Het Mariabeeld op de toren
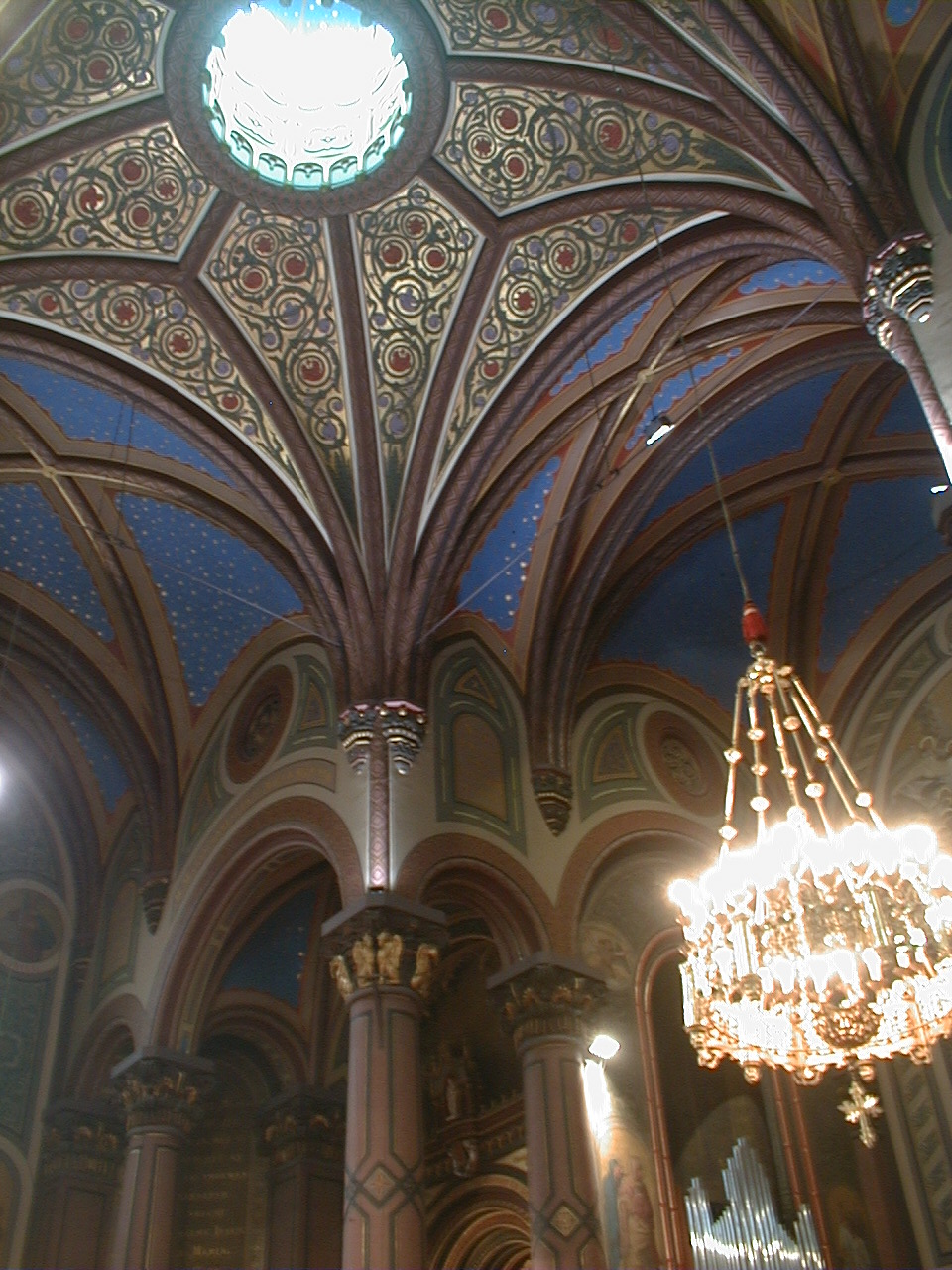
De gewelffresco's en de viering
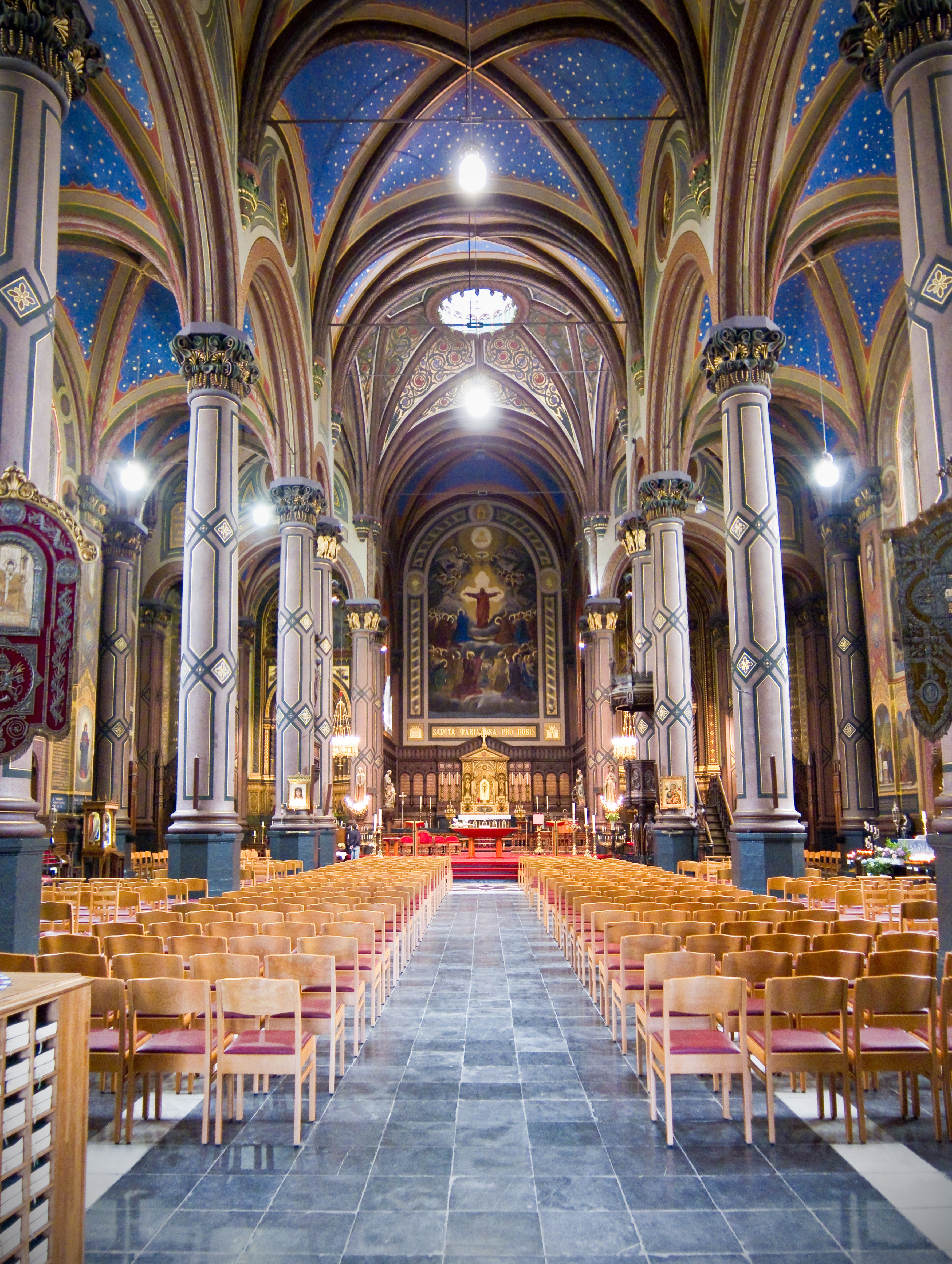
Het interieur van de kerk

## Varia
In 2014 broedde voor het eerst een koppel slechtvalken in de toren van de kerk, weliswaar zonder jongen. In de jaren daarna zijn er wel jongen geboren.
Christus Koningkerk · 
Don Boscokerk · 
Heilige Familiekerk · 
Heilige Pastoor van Arskerk · 
Onze-Lieve-Vrouw-ten-Boskerk · 
Onze-Lieve-Vrouw-van-Bijstand-der-Christenenkerk · 
Sint-Andreas- en Ghislenuskerk · 
Sint-Antoniuskerk · 

Sint-Catharinakerk · 
Sint-Jan-de-Doperkerk · 
Sint-Jobkerk · 
Sint-Jozefskerk · 
Sint-Nicolaaskerk
Voormalige kerken:
Heilig-Hartkerk · 
Sint-Franciscuskerk